# 胡奧
胡奧（1393年—？），字原邃，浙江溫州府永嘉縣人，明朝政治人物。進士出身。

## 生平
浙江鄉試第二名。宣德五年（1430年）丁丑科會試第十四名，殿試登進士第二甲第八名。

## 家族
曾祖胡孝壽，曾任元湖州教授。祖父胡文玉，曾任任永嘉縣儒訓導。父亲胡東明。